# Hemiaster
Hemiaster és un gènere d'equinoderms de la classe Echinoidea, que apareix al registre fòssil durant l'Aptiense. El gènere engloba més de 280 espècies, sent el primer a aparèixer al registre Hemiaster oriens (Cotteau, 1876) i vivint cinc espècies en l'actualitat, després de ser un gènere de gran desenvolupament durant el Cretaci superior.

## Morfologia
Pot assolir diàmetres de fins a 5 cm. La forma de l'àmbit (zona equatorial) és cuirassada o oval, amb el periprocte (anus) amb forma oval i el peristoma (boca) amb forma de mitja lluna. El sistema apical presenta 4 porus genitals.